# Гюдльфосс
Гюдльфосс (исл. Gullfoss — «золотой водопад», gull — золото; foss — водопад) — водопад в Исландии, в регионе Сюдюрланд.
Водопад Гюдльфосс находится на реке Хвитау, в долине Хёйкадалюр, на юге Исландии. Объём воды, проходящей через Гюдльфосс, в среднем составляет 109 м³/сек и повышается летом до 130 м³/сек. При больших паводках эта цифра многократно увеличивается (так, наибольший проток зарегистрирован в 2000 м³/сек).
Глубина водопада до места падения воды в долине составляет около 70 метров. Сам Гюдльфосс состоит из двух ступеней — 21 метра и 11 метров высотой, повёрнутых друг к другу под углом в 90°.
В 1920 и 1977 годах были предприняты попытки построить на месте водопада гидроэлектростанцию, что привело бы к разрушению водопада. В течение этого времени территория водопада была арендована Тоумасом Тоумассоном (исл. Tómas Tómasson) и Халльдоуром Халльдоурссоном (исл. Halldór Halldórsson) для иностранных инвесторов. Однако попытки инвесторов построить здесь гидроэлектростанцию не увенчались успехом, отчасти из-за нехватки денег и впоследствии водопад был продан правительству Исландии. Но даже после продажи, существовали планы по строительству гидроэлектростанции на реке Хвитау, однако водопад и по сей день находится под надёжной защитой. Сигридюр Тоумасдоуттир (исл. Sigríður Tómasdóttir), дочь Тоумаса Тоумассона (исл. Tómas Tómasson), полная решимости сохранить водопад в целости и сохранности от исчезновения, грозилась броситься с водопада вниз. Несмотря на то, что многие считают данный рассказ о Сигридюр очень интересным, а в некоторых местах он даже очень популярен, он не является правдивым. Каменный памятник Сигридюр, изображенной в профиль, расположен в начале прогулочной тропы вдоль водопада.
Считается одним из самых красивых мест Исландии и является самым посещаемым туристами.